# Pseudocaranx
Pseudocaranx là một chi cá của họ Cá khế.

## Các loài
Những loài sau đây hiện hành được ghi nhận trong chi này gồm:
- Pseudocaranx chilensis (Guichenot, 1848) (Juan Fernandez trevally)
- Pseudocaranx dentex (Bloch & J. G. Schneider, 1801) (White trevally)
- Pseudocaranx dinjerra Smith-Vaniz & Jelks, 2006
- Pseudocaranx wrighti (Whitley, 1931) (Skipjack trevally)